# Hans Ørn Blom

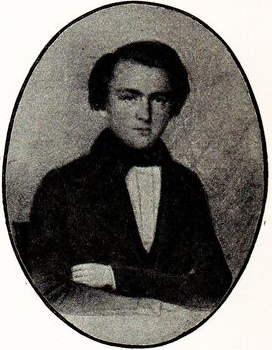
Hans Ørn Blom.

Hans Ørn Blom, född den 22 december 1817 på Ræggestad vid Holmestrand, död den 11 maj 1885 i Kristiania, var en norsk skald. Han var son till Gustav Peter Blom. 
Blom blev student 1835 och juris kandidat 1843, deltog 1848 som frivillig i dansk-tyska kriget och bodde sedermera i Kristiania. Blom debuterade 1839 med komedin Den hjemkomne søn eller en nutidens Jean de France och författade senare en rad mindre, dramatiska arbeten, utgivna i samlingarna Digtninger, Nyere digtninger och Lystspil og polemiker (alla 1864). Flera av dem har uppförts på norska teatrar, och särskilt gjorde vådevillen Tordenskjold lycka. I den wergeland-welhavenska fejden deltog Blom med ett antiwelhavenskt inlägg, Upartisk betragtning af vor literatur (1840). Han var en begåvad skaldenatur, men förslösade sina anlag och åstadkom inget verk av varaktig betydelse. Hans sista arbeten, som diktsamlingen Bifrost (1872) med flera, kan närmast betraktas som foster av det olyckliga själstillstånd, som författaren led av under flera år mot slutet av sitt liv.